# 市原市立姉崎小学校
市原市立姉崎小学校（いちはらしりつ あねさきしょうがっこう）は、千葉県市原市椎津にある公立小学校。文部科学省学校コードはB112210004431、旧学校調査番号は121061。通称は姉小（あねしょう）。

## 概要
市原市西部の姉崎地区に位置する。鶴牧藩の藩校である修来館を由来とし、藩校時代を含めると市原市の小学校では最も長い約200年の歴史がある。八幡小学校、戸田小学校、牛久小学校、鶴舞小学校と並んで市内で最も古い小学校の一つで、2023年（令和5年）に創立150周年を迎える。もともと姉崎に所在していたため校名が「姉崎小学校」だが、現在の所在地は椎津で、実際に姉崎にある小学校は市原市立明神小学校のみである。
市原市では全ての市立学校において2学期制を採用している。

## 沿革

### 概歴
江戸時代後期の天保（1831年 - 1844年）頃に設置された鶴牧藩の藩校である修来館を由来とし、1873年（明治6年）に妙経寺の裏手に姉崎小学校として開校した。1890年（明治23年）に椎津小学校と合併、1897年（明治30年）に姉崎尋常高等小学校に改称、1927年（昭和16年）に姉崎町国民学校となった。
1947年（昭和22年）に学校教育法が施行され、姉崎町立姉崎中学校を分離し姉崎町立姉崎小学校に、1963年（昭和38年）には市原市立姉崎小学校に改称した。1972年（昭和47年）には本校より市原市立明神小学校が分離開校している。
校舎は当初の妙経寺裏から1896年（明治29年）には鶴牧城跡へ移転、1925年（大正14年）に現所在地である鶴牧藩庁及び修来館跡に校舎を移転し現在に至る。
2006年（平成18年）には読書活動を認められ、文部科学大臣表彰を受けた。

### 年表
- 1873年（明治6年）6月15日 - 姉崎小学校開校[3]。
- 1890年（明治23年）1月10日 - 椎津小学校と合併[3]。
- 1896年（明治29年）5月 - 鶴牧城跡に移転[3]。
- 1897年（明治30年）2月25日 - 姉崎尋常高等小学校に改称して開校式[3]。以降、この日が創立記念日となる[3]。
- 1925年（大正14年）5月 - 現在地に移転[3]。
- 1941年（昭和16年）4月1日 - 姉崎町国民学校に改称[3]。
- 1947年（昭和22年）4月1日 - 姉崎町立姉崎小学校に改称[3]。姉崎町立姉崎中学校の仮校舎を敷地内に設置[3]。
- 1958年（昭和33年）5月 - 講堂完成[3]。
- 1962年（昭和37年）12月27日 - 第一校舎完成[3]。
- 1963年（昭和38年）
  - 5月1日 - 市原市立姉崎小学校に改称[3]。
  - 8月10日 - プール完成[3]。
- 1966年（昭和41年）4月1日 - プレハブ教室設置[3]。
- 1969年（昭和44年）7月 - 新校歌を制定[3]。
- 1970年（昭和45年）3月 - 第二校舎完成[3]。
- 1971年（昭和46年）7月 - 市原市立明神小学校分離[3]。
- 1972年（昭和47年）11月25日 - 開校100周年記念式典挙行[3]。
- 1978年（昭和53年）2月28日 - 第三校舎完成[3]。
- 1990年（平成2年）12月 - 新体育館・屋上プール完成。講堂取り壊し[3]。
- 1992年（平成4年）11月25日 - 開校120周年記念式典挙行。開校120周年記念誌発行[3]。

## 施設

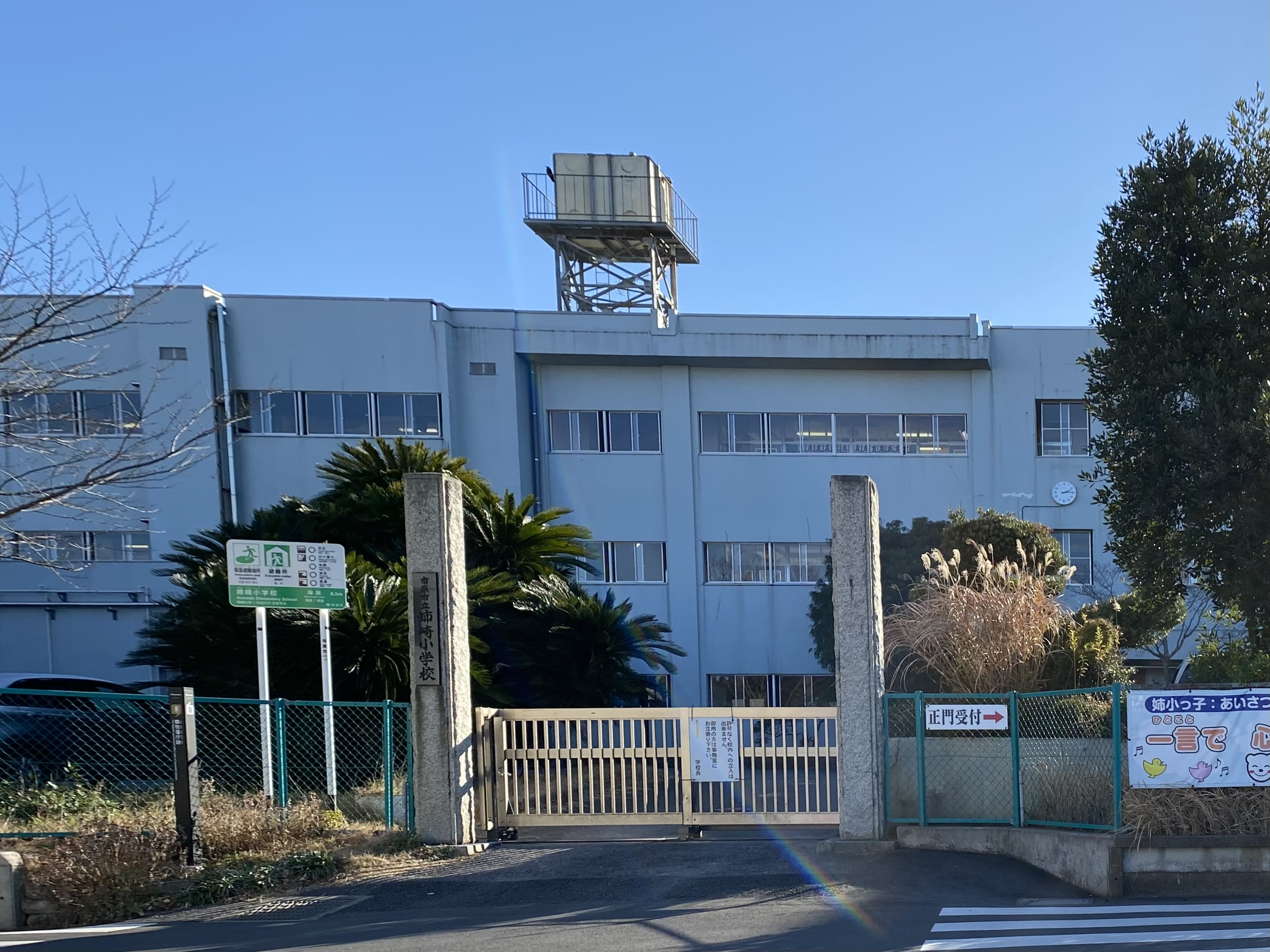
校門

### 敷地
敷地の詳細は以下の通りである。
- 所在地：〒299-0118　千葉県市原市椎津461番地
- 所有者：市原市
- 敷地面積：16,047m2
- 用途地域：指定なし
- 指定建蔽率：60%
- 指定容積率：100%
- 取得価格：不明

### 建物
敷地内の建物は以下の通りである。
| 棟番号 | 棟名称       | 構造 | 階数        | 延床面積   | 建築年 | 耐震   | 耐震       | 備考 |
| ------ | ------------ | ---- | ----------- | ---------- | ------ | ------ | ---------- | ---- |
| 001    | 第一校舎     | RC造 | 地上2階建て | 875.00m2   | 1962年 | 旧基準 | 耐震工事済 |      |
| 002    | 第二校舎     | RC造 | 地上3階建て | 1,988.00m2 | 1970年 | 旧基準 | 耐震工事済 |      |
| 003    | 第三校舎     | RC造 | 地上2階建て | 1,659.00m2 | 1978年 | 旧基準 | 耐震性あり |      |
| 004    | 渡り廊下     | S造  | 地上2階建て | 34.00m2    | 1978年 | 旧基準 | 耐震性あり |      |
| 005    | プール付属室 | RC造 | 地上1階建て | 265.00m2   | 1990年 | 新基準 | 耐震性あり |      |
| 006    | 体育館       | RC造 | 地上3階建て | 1,026.00m2 | 1990年 | 新基準 | 耐震性あり |      |

## 規模
2022年（令和4年）4月1日現在の学校規模は以下の通りである。
| 生徒数     | 247名     |
| 学級数     | 12学級    |
| 学区人口   | 5,324人   |
| 学区世帯数 | 2,662世帯 |
| 学区面積   | 約4.31km2 |

## 年間行事
例年の年間行事は以下の通りである。
| 4月  | 1学期始業式、入学式      |
| 5月  | 運動会                   |
| 6月  | 市内一斉防災訓練         |
| 10月 | 1学期終業式、2学期始業式 |
| 2月  | 6年生を送る会            |
| 3月  | 卒業式、修了式           |

## 通学区域
以下の町丁字とその範囲を通学区域に指定している。
- 姉崎海岸の一部
- 椎津の一部
- 姉崎の一部
- 姉崎西1 - 3丁目
- 姉崎東1 - 3丁目

## 通学区域内施設
通学区域内の主な施設は以下の通りである。
- 姉ケ崎駅
- 市原市姉崎保健福祉センター
- 姉ヶ崎幼稚園
- 姉崎運動広場
- 姉崎自動車教習所
- 飯島マザーズクリニック

## 中学校区
1947年4月1日 - 現在
- 市原市立姉崎中学校

## 隣接小学校区
- 市原市立青葉台小学校
- 市原市立明神小学校
- 市原市立有秋西小学校
- 市原市立有秋南小学校
- 袖ケ浦市立長浦小学校

## アクセス
- 姉ケ崎駅から徒歩15分
- 小湊鐵道・日東交通（姉ケ崎駅東口 - 有秋台方面、ダイヤパレス方面、市原緑園都市方面、桜台方面）
  - 「砂子（いさご）」下車、徒歩2分
- 小湊鐵道（八幡宿駅・五井駅 - 別荘下方面）
  - 「姉崎仲町（あねさきなかちょう）」下車、徒歩5分

## 出身有名人
- 岡島一正（政治家）